# Artena dotata
Artena dotata là một loài bướm đêm trong họ Erebidae.

## Hình ảnh

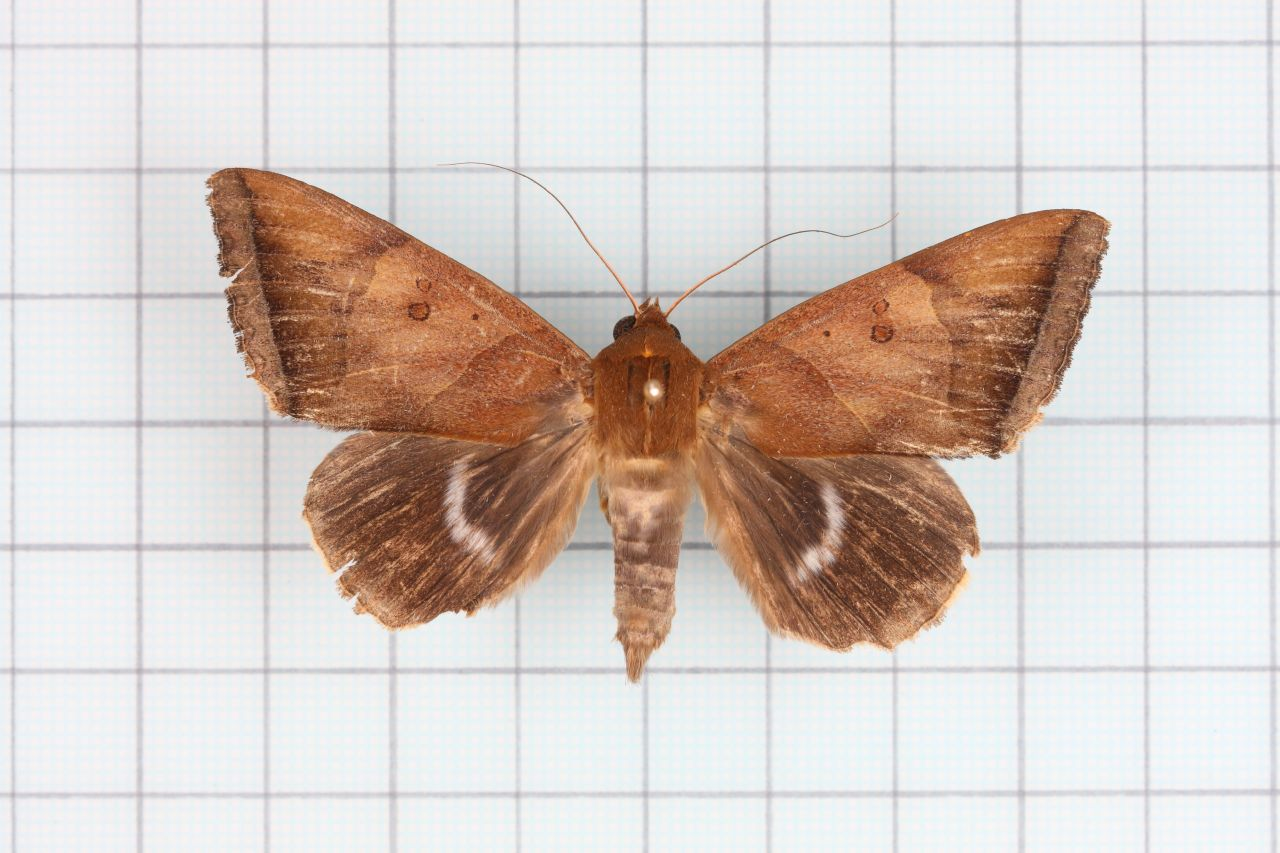
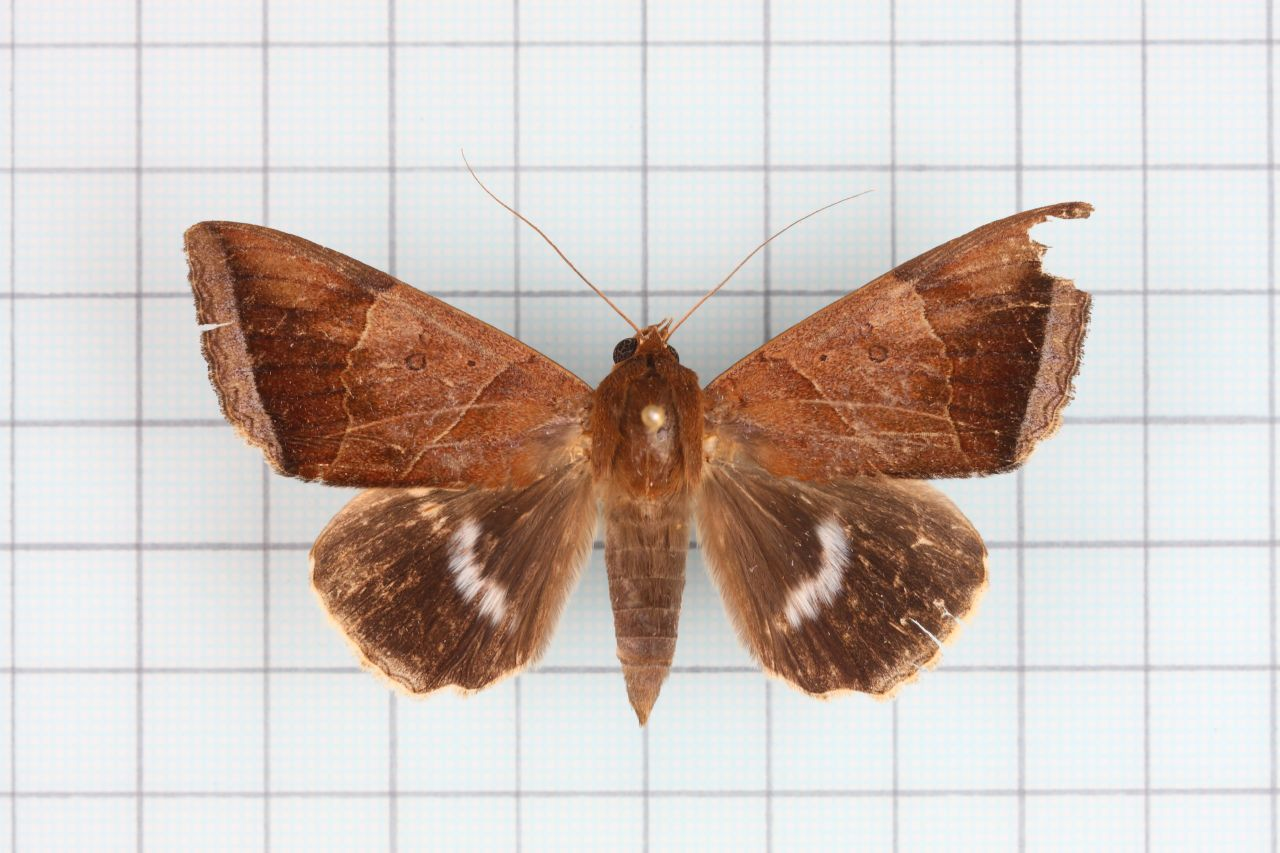
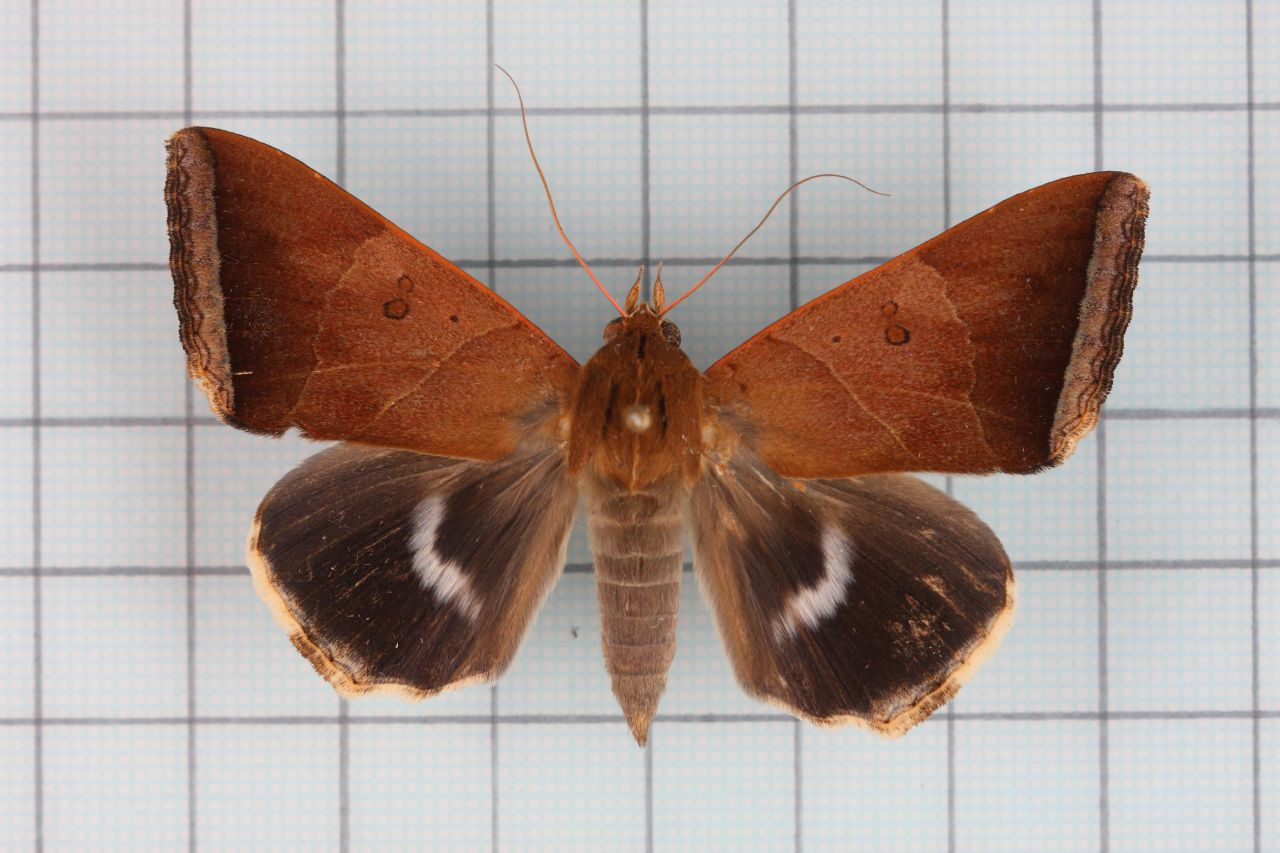
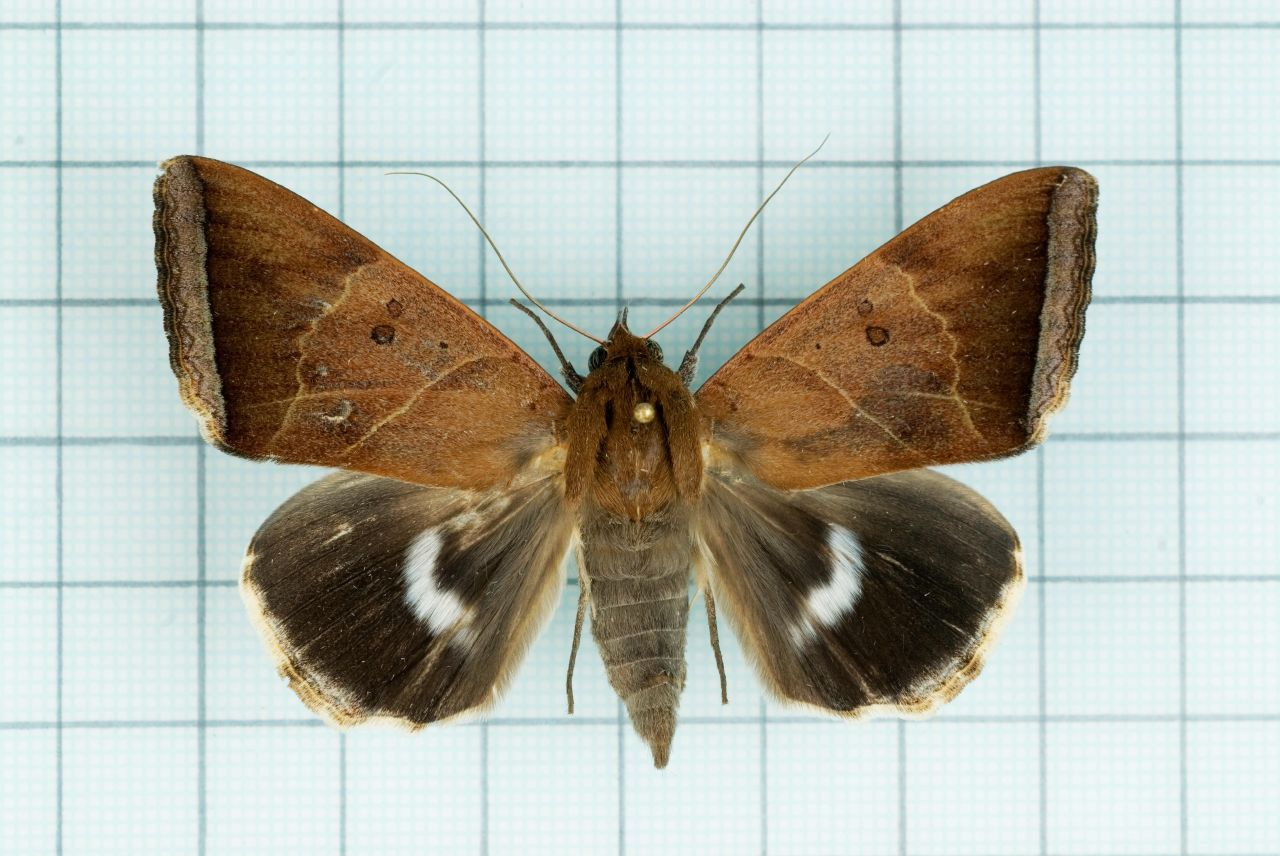